# Nørre Bork Sogn
Nørre Bork Sogn er et sogn i Skjern Provsti (Ribe Stift).
I 1800-tallet var Nørre Bork Sogn anneks til Sønder Bork Sogn. Begge sogne hørte til Nørre Horne Herred i Ringkøbing Amt. Sønder Bork-Nørre Bork sognekommune blev ved kommunalreformen i 1970 indlemmet i Egvad Kommune, der ved strukturreformen i 2007 indgik i Ringkøbing-Skjern Kommune.
I Nørre Bork Sogn ligger Nørre Bork Kirke.
I sognet findes følgende autoriserede stednavne:
- Bork Havn (bebyggelse)
- Fælled (bebyggelse)
- Galgebjerg (bebyggelse)
- Gammeljord (bebyggelse)
- Holmen (bebyggelse)
- Kirkehøj (areal, bebyggelse)
- Magårde (bebyggelse)
- Midtby (bebyggelse)
- Ny Værn (areal)
- Nørre Bork (bebyggelse, ejerlav)
- Nørre Bork Strand (bebyggelse)
- Nørreby (bebyggelse)
- Sønderby (bebyggelse)
- Tangsig (bebyggelse)
- Vesterby (bebyggelse)
- Østerby (bebyggelse)